# Kanton Clerval
Kanton Clerval (francouzsky Canton de Clerval) je francouzský kanton v departementu Doubs v regionu Franche-Comté. Tvoří ho 23 obcí.

## Obce kantonu
- Anteuil
- Belvoir
- Branne
- Chaux-lès-Clerval
- Chazot
- Clerval
- Crosey-le-Grand
- Crosey-le-Petit
- Fontaine-lès-Clerval
- L'Hôpital-Saint-Lieffroy
- Orve
- Pompierre-sur-Doubs
- Rahon
- Randevillers
- Roche-lès-Clerval
- Saint-Georges-Armont
- Sancey-le-Grand
- Sancey-le-Long
- Santoche
- Surmont
- Vellerot-lès-Belvoir
- Vellevans
- Vyt-lès-Belvoir